# Ctenus nigritarsis
Ctenus nigritarsis là một loài nhện trong họ Ctenidae.
Loài này thuộc chi Ctenus. Ctenus nigritarsis được miêu tả năm 1897 bởi Pavesi.